# Eunicella singularis
Gorgone blanche
Espèce
Synonymes
- Eunicella stricta

Eunicella singularis est une espèce de gorgones (« coraux » de la famille des Gorgoniidae).

## Description et caractéristiques
C'est une gorgone d'un blanc assez pur, sur lequel se détachent (quand l'animal est vivant et non rétracté) des polypes bruns. Les rameaux sont très souples, grêles, et peuvent être assez longs ; peu ramifiés (ils le sont surtout à la base), ils sont souvent portés dressés à la verticale, mais peuvent aussi s'adapter au relief ou au courant. 

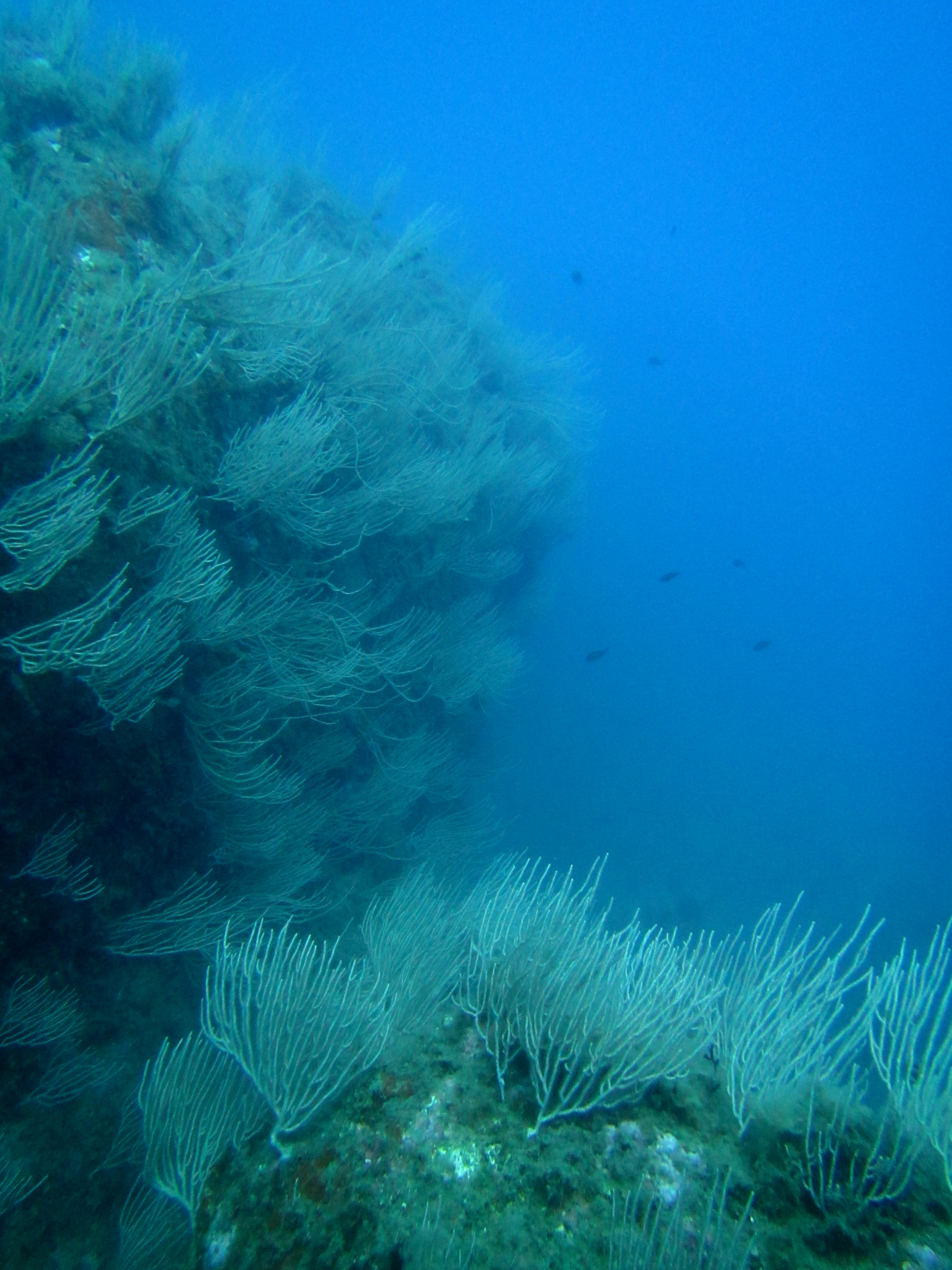
Paysage sous-marin de gorgones blanches à Banyuls-sur-Mer
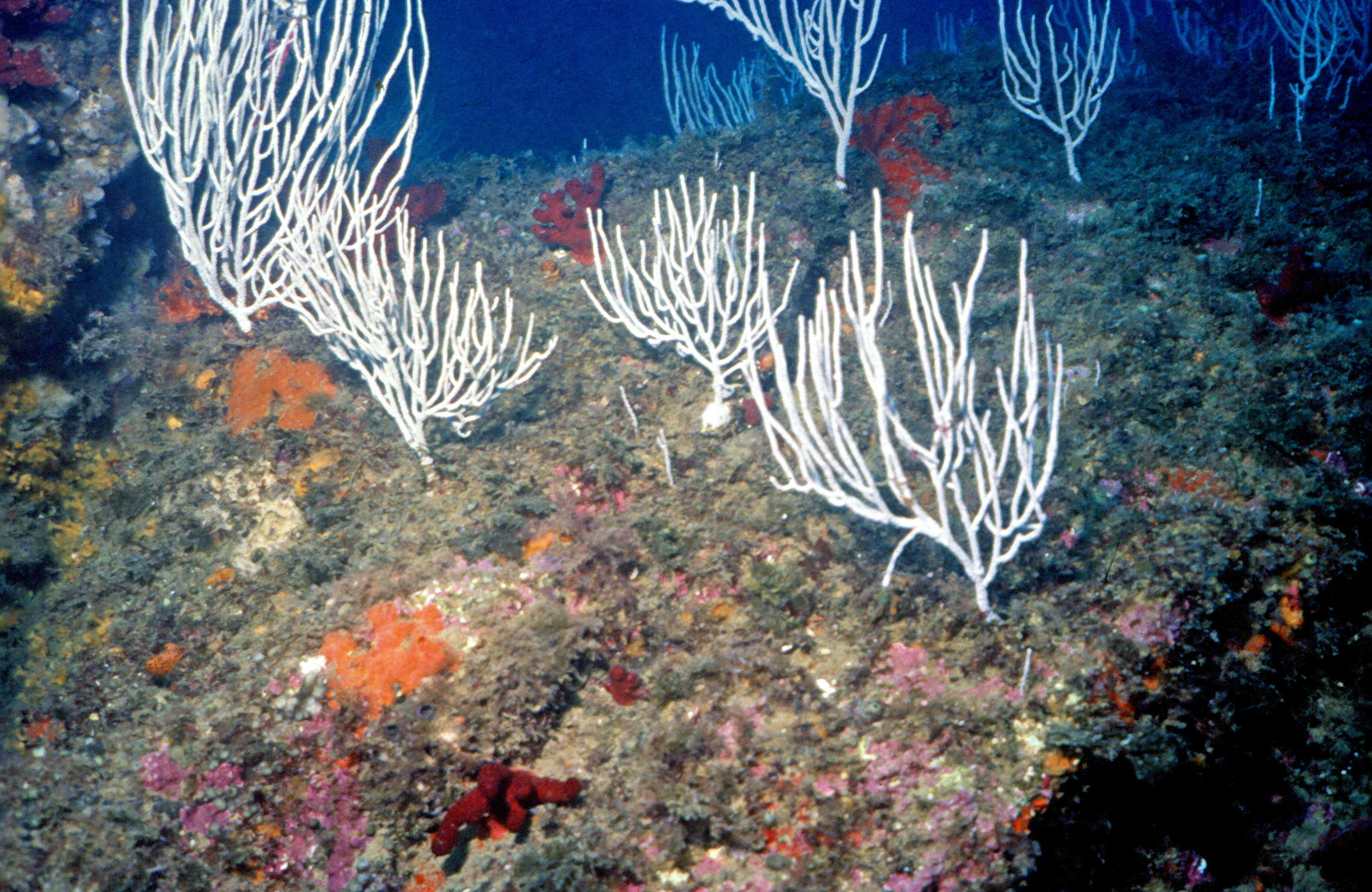
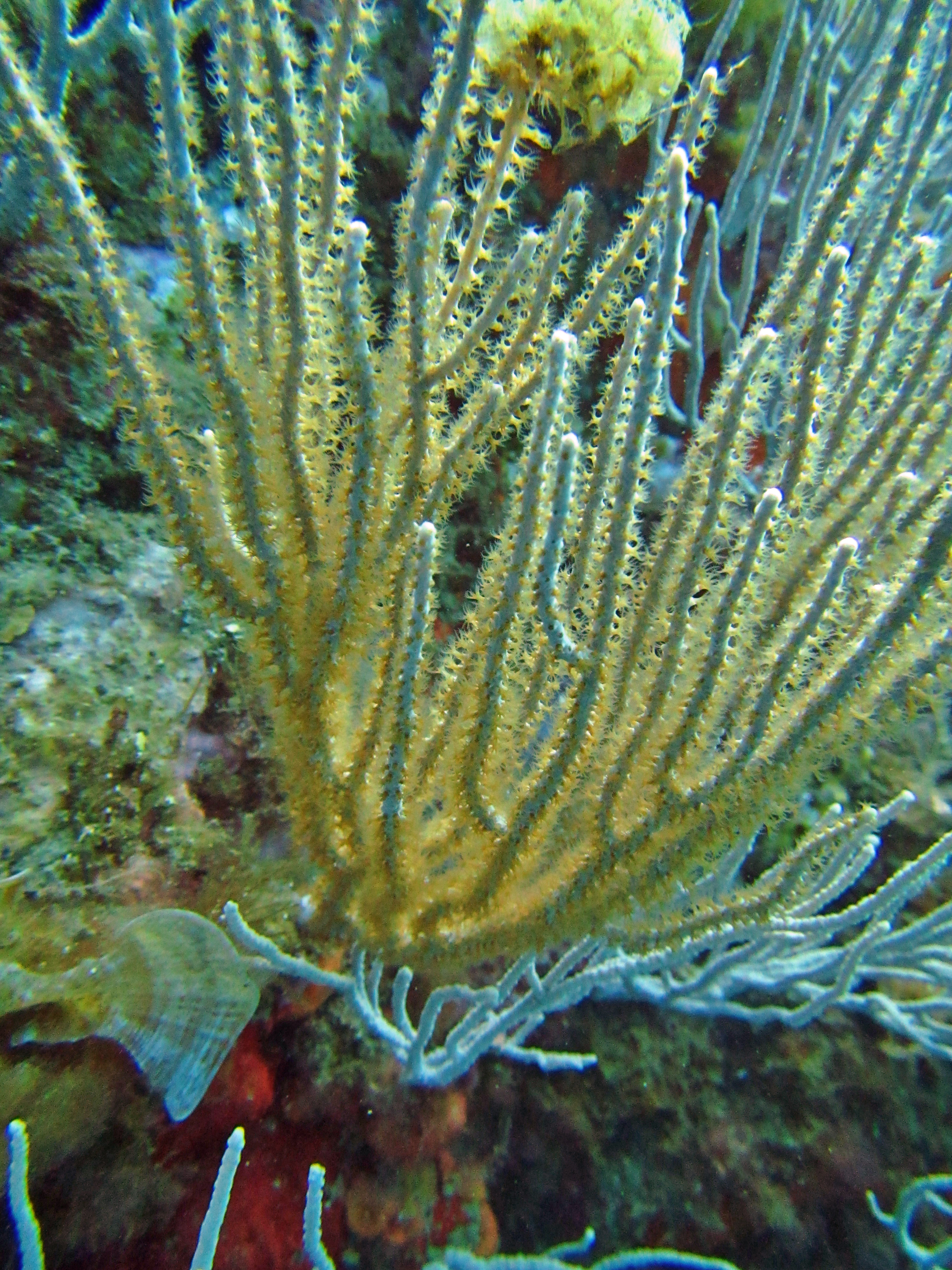
Gros plan sur une colonie, polypes visibles
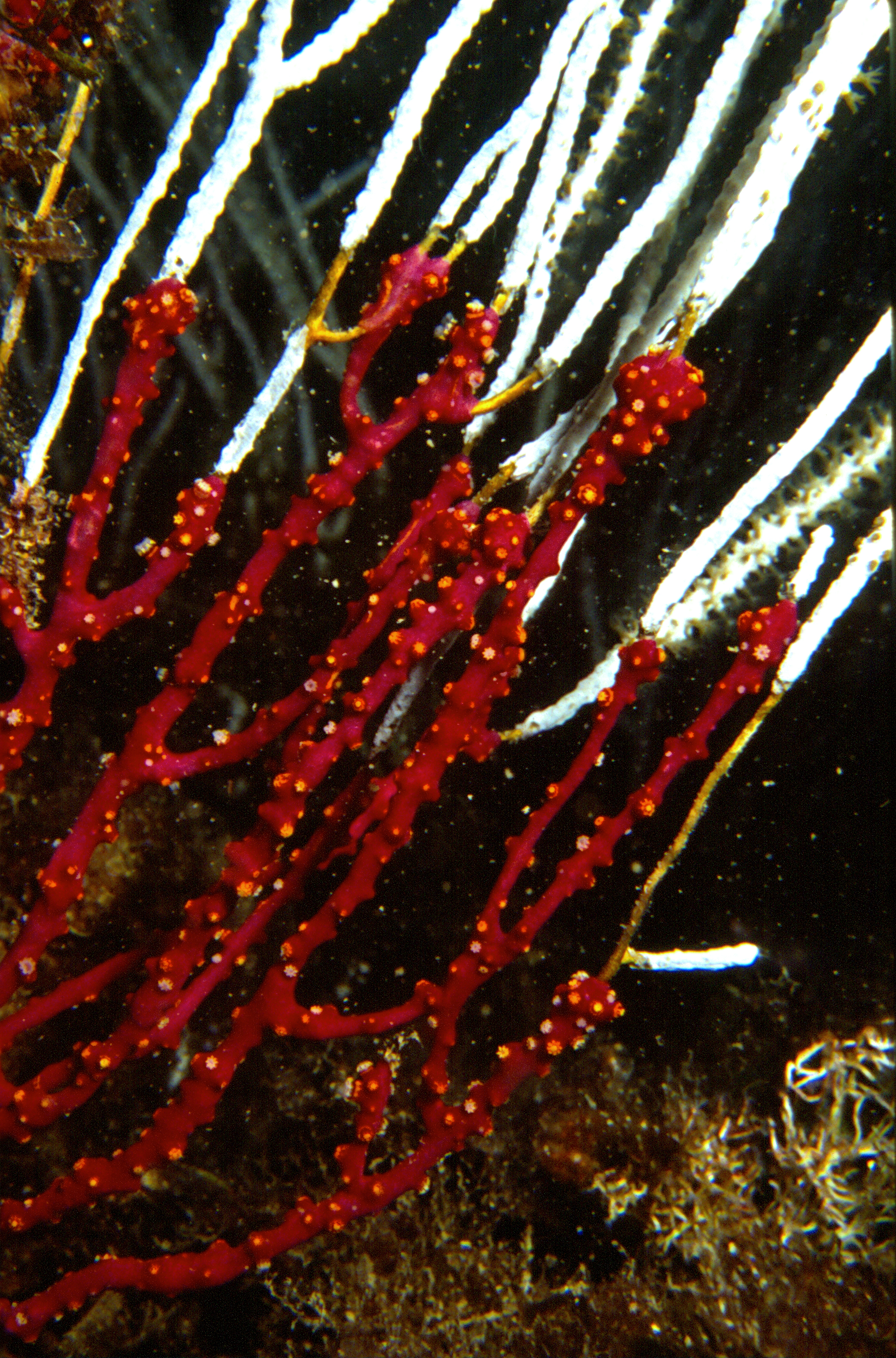
Colonie parasitée par Alcyonium coralloides (rouge)

## Habitat et répartition
On rencontre cette espèce entre 10 et plus de 60 m de profondeur, sur des fonds plutôt rocheux ; elle peut être localement très abondante. Contrairement à d'autres gorgones, cette espèce est plutôt photophile (elle supporte l'ensoleillement direct).